# Sowiarka (wzgórze)
Sowiarka (230 m n.p.m.) – wzgórze w miejscowości Ściejowice w województwie małopolskim, w powiecie krakowskim, w gminie Liszki. Znajduje się w mezoregionie geograficznym zwanym Obniżeniem Cholerzyńskim będącym częścią Bramy Krakowskiej.
Wzgórze Sowiarka wznosi się na wysokość około 230 m n.p.m. w zakolu Wisły, po południowo-wschodniej stronie wzgórza Kościel. Jest nieużytkiem, brak na nim pól uprawnych i zabudowań, w całości porośnięte kserofilnymi oraz krzewami i niskimi drzewami. Są to gatunki typowo sucholubne i ciepłolubne, wzgórze bowiem jest bardzo suche, zbudowane ze skał porowatych i przepuszczających wodę w głąb. Są to pochodzące z jury późnej wapienie, przykryte wapieniami z późnej kredy, na dokładkę z licznymi szczelinami wypełnionymi materiałem ilastym lub ilasto-piaszczystym. Na południowym, opadającym do doliny Wisły stoku jest nieczynny Kamieniołom Sowiarka, w którym dawniej wydobywano wapienie. Pomiędzy nim a korytem Wisły są 4 stawy.
Sowiarka to również teren wspinaczki skalnej. Na skałach w Kamieniołomie Sowiarka zamontowano punkty asekuracyjne (ringi i stanowiska zjazdowe) dla 12 dróg wspinaczkowych.

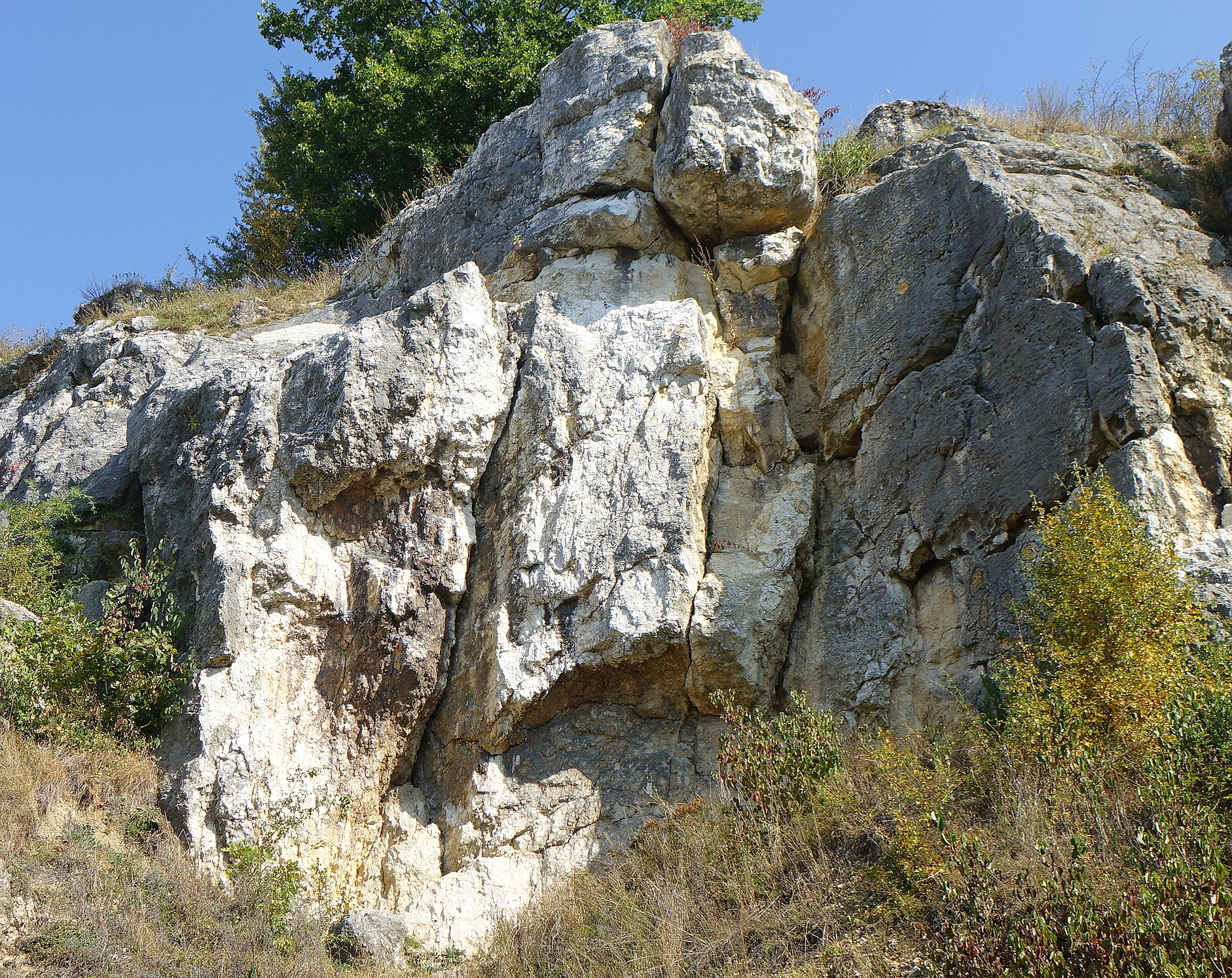
Wspinaczkowa skała w kamieniołomie